# Why (3T)
Why is een duet van de band 3T, samen met hun oom Michael Jackson. Jackson had het nummer opgenomen voor zijn album HIStory maar kwam er uiteindelijk niet op te staan. Het nummer werd goed ontvangen in Europa en Azië. Bij het nummer kwam ook een videoclip uit. De clip verscheen uiteindelijk op Michael Jackson's 3-dubbel-dvd Michael Jackson's Vision. 

## Tracklist
Cd-single
1. Why (Radio edit)
2. Didn't Mean to Hurt You ('96)

Cd-single (2)
1. Why (Radio edit)
2. Tease Me (Single edit)

Maxi-cd
1. Why (Radio edit)
2. Tease Me (Single edit)
3. Didn't Mean To Hurt You
4. What Will It Take

Maxi-cd 2
1. Why (Album version)
2. Tease Me (Todd Terry's Tease Club Mix)
3. Tease Me (Todd Terry's TNT Tease Dub)
4. Tease Me (a capella)